# Acido chetoisanico
L'acido chetoisanico è un acido grasso lineare composto da 18 atomi di carbonio, con 2 tripli legami in posizione 9≡10 e 11≡12, un doppio legame in posizione 17=18 e un chetone sostituente in posizione 8. Si tratta di uno dei rari acidi poliacetilenici con i tripli legami coniugati, l'acido isanico,  ossigenato.
Può essere rilevato, a concentrazioni dall'1 al 3%,  assieme all'acido isanico, 18:3Δ9a,11a,17t,  e all'acido isanolico, 8-OH-18:3Δ9a,11a,17, nell'olio dei semi dell'albero Ongokea gore o Ongokea klaineana; pianta dell'Africa equatoriale, chiamata nella lingua locale  "isano".